# Luc Soete

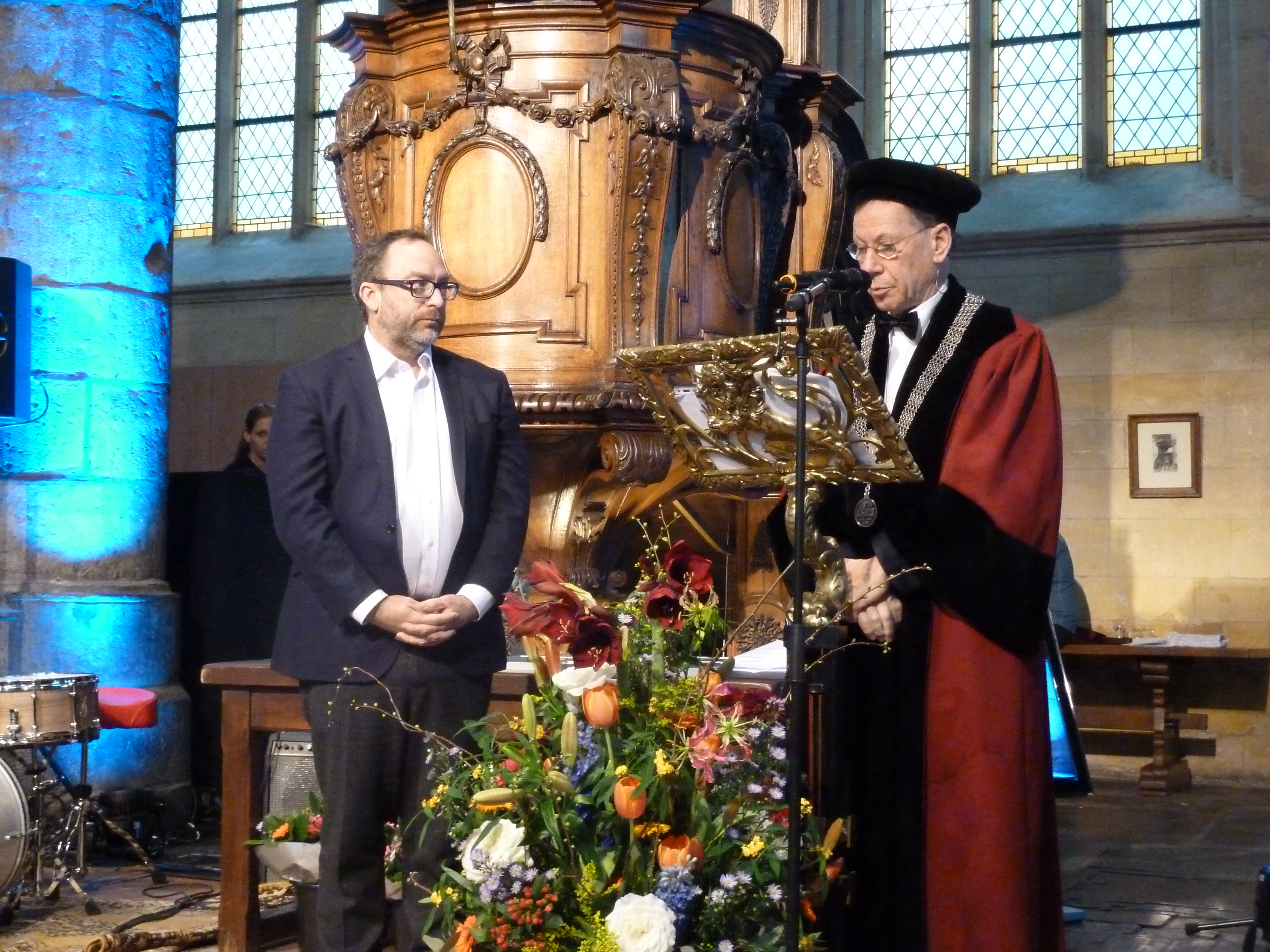
Luc Soete y Jimmy Wales (2015)

Luc Soete (Bruselas, 1950) es un economista belga, profesor de Relaciones Económicas Internacionales de la Facultad de Ciencias Económicas y Empresariales, Universidad de Maastricht y director de UNU-MERIT, un instituto de investigación conjunta de la Universidad de las Naciones Unidas (UNU) y la Universidad de Maastricht. Luc Soete es también miembro del órgano consultivo científico neerlandés Adviesraad voor wetenschap en Technologie (AWT).
Luc Soete estudió ciencias económicas en general y la economía del desarrollo en la Universidad de Gant y comenzó su carrera como investigador en el Departamento de Economía de la Universidad de Amberes. En 1978 obtuvo su doctorado en Economía en la Universidad de Sussex.
Trabajó para el Instituto de Estudios para el Desarrollo y la Unidad de Investigación de Políticas Científicas (SPRU), ambos de la Universidad de Sussex, y en el Departamento de Economía de la Universidad de Stanford. En 1986 se convirtió en profesor de la Rijksuniversiteit Limburg (actualmente la Universidad de Maastricht), en Maastricht Holanda, donde en 1988 fundó el Instituto de Investigaciones Económicas de Maastricht sobre Innovación y Tecnología (MERIT). En 2006 se fusionó con MERIT, el Instituto de Nuevas Tecnologías de la UNU (UNU-INTECH), que había sido fundada en 1990.